# Pardosa albomaculata
Pardosa albomaculata este o specie de păianjeni din genul Pardosa, familia Lycosidae, descrisă de Emerton, 1885. Conform Catalogue of Life specia Pardosa albomaculata nu are subspecii cunoscute.